# アップルバレー (カリフォルニア州)
アップルバレー（Apple Valley）は、アメリカ合衆国カリフォルニア州のサンバーナーディーノ郡にある町。人口は7万5791人（2020年）。

## 概要
標高900メートルの高地砂漠にある。ヴィクターヴィルやヘスペリアと隣接している。名称が示す通りかつてはリンゴ栽培が盛んだったが、生産性と輸送費の面で他の産地より劣っていたため利益が出なくなり、現在は少量生産となっている。

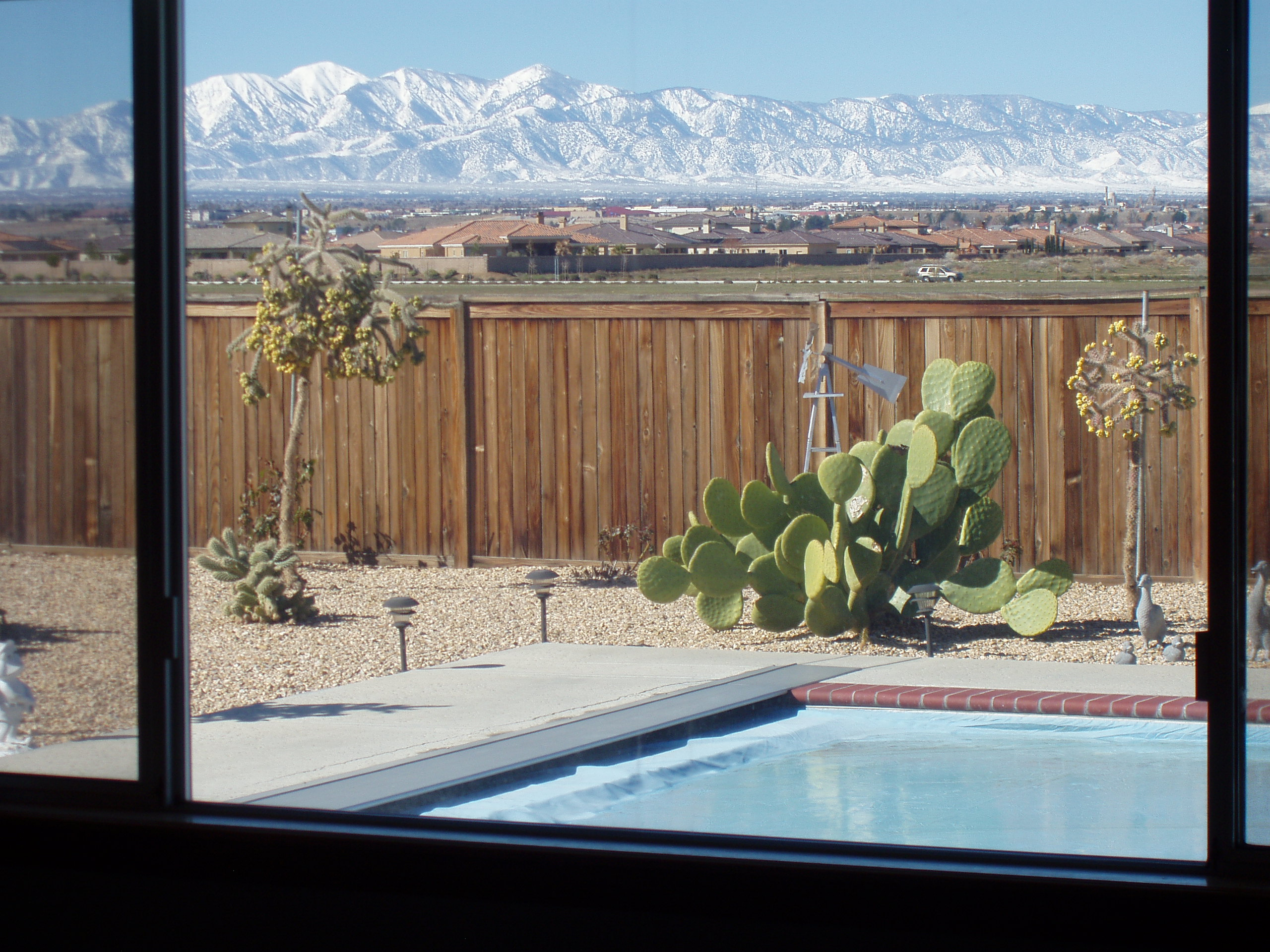
サンガブリエル山脈